# Nosy Hara
Nosy Hara és una illa deshabitada que es troba a la Província d'Antsiranana, a la part oest de la costa nord de Madagascar. Es troba a uns 5 km de la costa, dins de l'anomenat Canal de Moçambic.
És l'illa principal de l'arxipèlag Nosy Hara, un grup de 12 illes deshabitades, que es caracteritzen per la presència de formacions geològiques inusuals conegudes com a tsingy, i envoltat d'una extens escull de corall.
Des de 2007 l'arxipèlag va ser declarat àrea marina protegida.
És l'hàbitat de Brookesia micra, el camaleó conegut més petit del món.